# Kallendresser

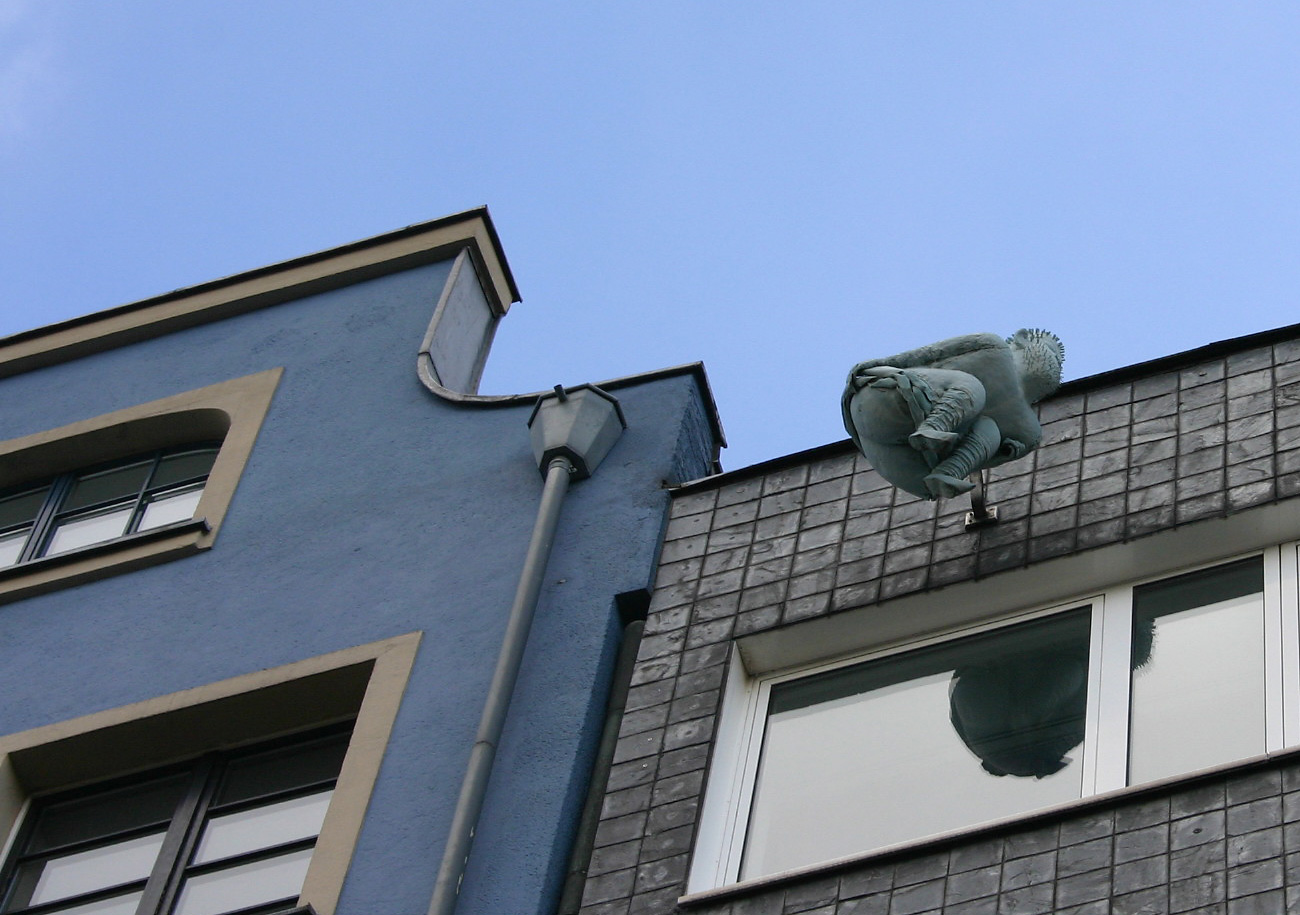
Il Kallendresser di Ewald Mataré (1956)

Il Kallendresser è un personaggio tipico della città di Colonia fin dal Medioevo. Il termine, derivata da un'espressione del dialetto coloniese usata per indicare chi "risponde alla chiamata (Kall) dei propri bisogni fisiologici servendosi di una grondaia (dal proto-germanico dreug- da cui deriva drenare). 

## Nel Medioevo
Del Kallendresser se ne trova traccia, ad esempio, tra le sculture della torre del Municipio di Colonia, dove è raffigurato un uomo nell'atto di scoprire il proprio fondoschiena verso chi osserva. In passato le figure di questo tipo sulla torre civica erano almeno cinque, oggi ne restano solo tre. Due erano le tipologie di soggetto: il "Kallendresser" e il "Kölner Spiegel" (specchio di Colonia). I Kallendresser veri e propri sono raffigurati accovacciati e di profilo, mentre i "Kölner Spiegel" mostrano il volto e il fondoschiena nudo allo spettatore mentre tengono la testa tra le gambe. Sul significato di queste figure non c'è accordo tra gli studiosi delle tradizioni.

## La seconda vita del Kallendresser

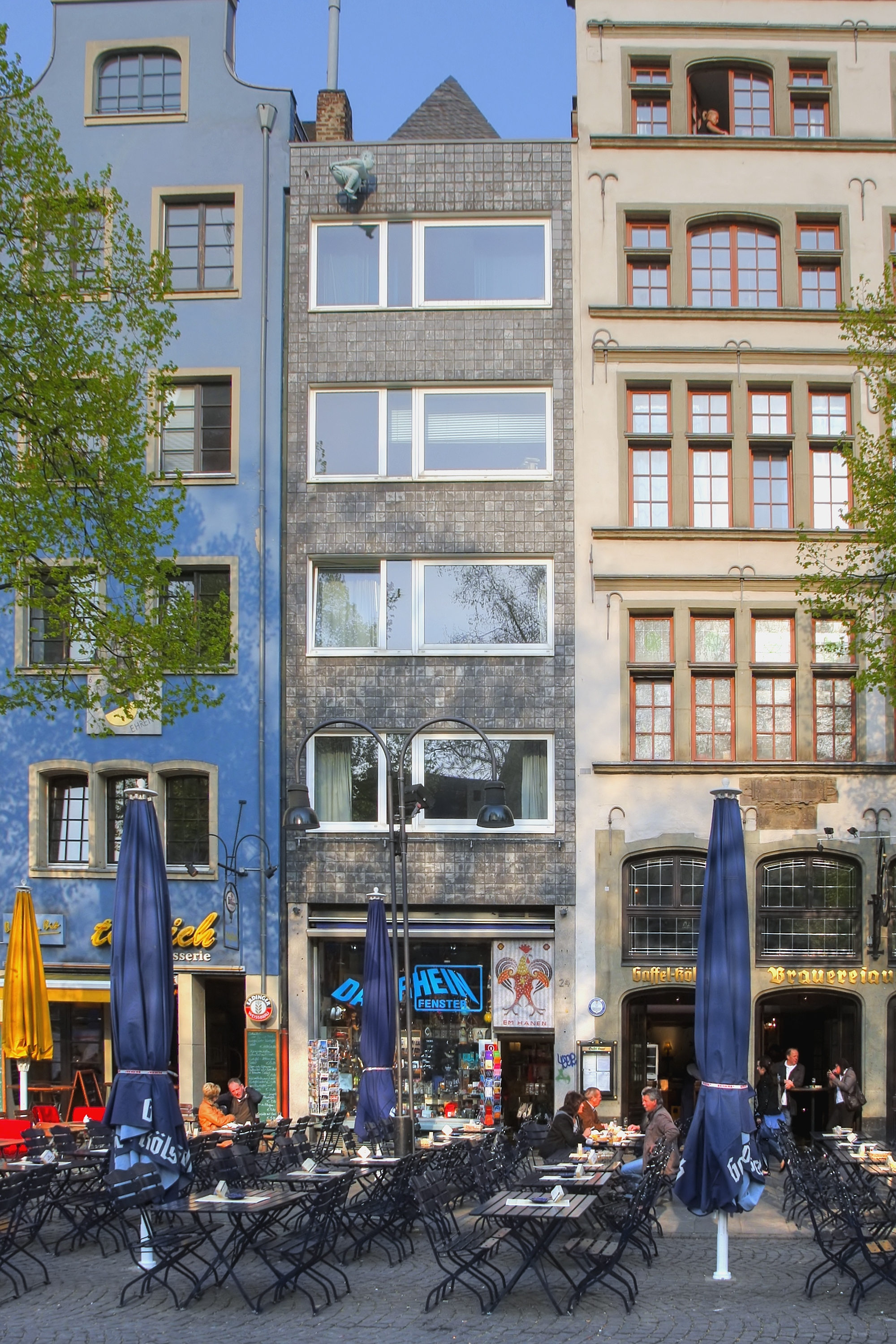
L'Em Hanen di Jupp Engels (1956)

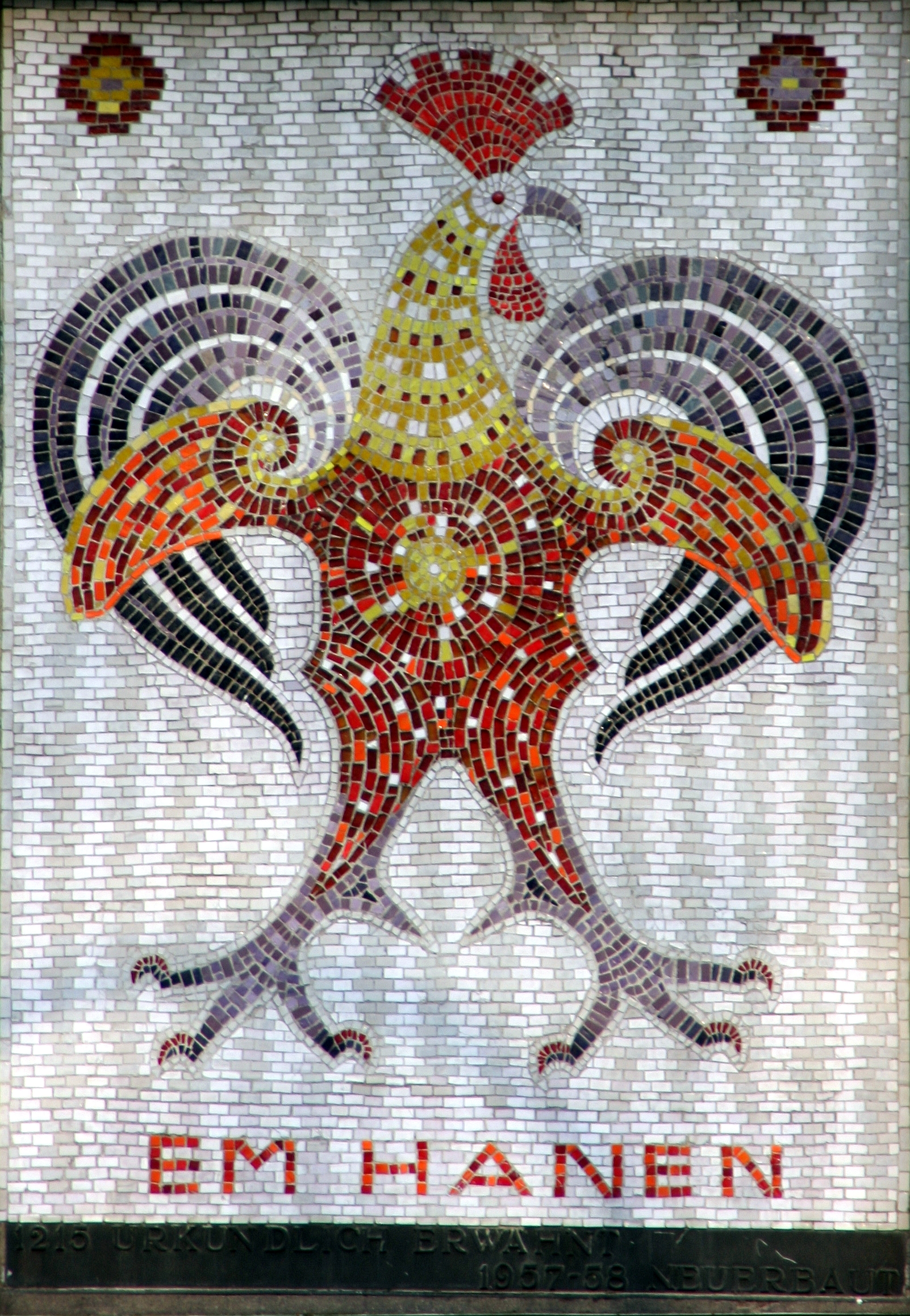
Mosaico all'ingresso dell'edificio Em Hanen (1956)

Nonostante il personaggio fosse già noto nella tradizione coloniese, il più noto Kallendresser non si trova sulla torre del Municipio, ma è una scultura in bronzo sulla facciata di un'abitazione al numero 24 nel mercato vecchio di Colonia. La seconda vita di cui, attraverso questa nuova scultura, godette il Kallendresser si deve all'impegno dell'architetto Josef "Jupp" Engels (1909-1991) durante il periodo della Wirtschaftswunder tra gli anni '50 e '60, di cui restano molte tracce a Colonia. Nel 1956 Jupp Engels acquistò un terreno non interamente devastato dalla guerra presso l'Alter Markt e vi costruì un nuovo edificio, ben integrato in mezzo a quelli preesistenti. Per questo lavoro Engels ricevette il Premio Colonia per l'architettura. Trenta anni dopo, nel 1986, l'edificio venne addirittura posto sotto tutela come monumento storico. Il suo costruttore gli diede il nome della precedente casa medievale "Em Hanen", della quale, scavando per gettare le fondamenta della sua nuova costruzione, Engels trovò un antico arco, che egli cedette alla città di Colonia in cambio del diritto di riprodurre l'antica scultura del Kallendresser, attualmente posta sulla facciata dell'edificio. La riproduzione in bronzo venne realizzata nel 1956 dall'artista Ewald Matarè. Non è noto anche in questo caso il significato della scultura, ma alcuni, considerata la sua posizione di fronte al Municipio di Colonia, lo considerano come un giocoso dileggio dell'autorità politica.

## L'Ordine del Kallendresser
Il suo spirito goliardico portò Engels anche a fondare l'Ordine del Kallendresser che ha presieduto come Maestro dell'Ordine e "Kallendresser Supremo". In questo Ordine vengono accolte le personalità che hanno particolarmente contribuito al mantenimento e alla diffusione delle tradizioni di Colonia. 

## Curiosità[2]

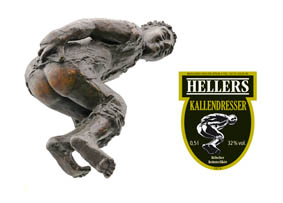
Il Kallendresser di Elisabeth Wegener-Botz (2011) e un sottobicchiere della birreria Heller

- Un gruppo musicale di Colonia, "De Kallendresser", prende nome da questa figura, e nelle sue intenzioni si propone di difendere e diffondere la canzone tradizionale coloniese.

- Nel 2011 l'artista coloniese Elisabeth Wegener-Botz realizzò una nuova versione del Kallendresser, di cui due copie sono state installate in una casa privata a Junkersdorf e all'ingresso della birreria Heller a Roonstraße.

- Il Kallendresser è anche il nome dato a un liquore a base di erbe della birreria Heller
- La tifoseria ultrà dei "Coloniacs" ha scelto questo nome per la sua rivista, in cui si riportano anche questioni generali di politica locale